# Günther Wessel
Günther Wessel (* 28. Juli 1959) ist ein deutscher Journalist und Schriftsteller.

## Leben
Wessel wuchs auf in Krefeld, studierte in Aachen und Düsseldorf Germanistik und Philosophie und absolvierte ein Volontariat in einem Sachbuchverlag. Seit Beginn der 1990er-Jahre arbeitet er als freier Journalist und Sachbuchlektor. Er schrieb mehrere Reiseführer (u. a. über Argentinien, Chile und Ecuador) und Biographien, dazu zahlreiche Hörfunkfeatures für alle großen deutschen Rundfunkanstalten und arbeitet regelmäßig als Sachbuchrezensent für Deutschlandradio Kultur. Von 1998 bis 2001 lebte er in Washington DC und berichtete über US-amerikanische Kultur und Politik, von Januar 2002 in Brüssel und seit September 2007 in Berlin.
1994 erhielt er das Heinz-Kühn-Stipendium für Journalisten, im Jahre 2000 den Medienpreis der Stadt Köln für eine Reportage im Folio der Neuen Zürcher Zeitung und im März 2014 erhielt die von ihm verantwortete Reihe von Länderporträts im Ch. Links Verlag den „ITB Buch Award“. 2018 erhielt Günther Wessel zusammen mit Petra Pinzler und seinen beiden Kindern den UmweltMedienpreis in der Kategorie Printmedien für das Buch „Vier fürs Klima: Wie unsere Familie versucht, CO2 neutral zu leben“. Zudem wurde er 2021 mit dem Nachhaltigkeitspreis in der Kategorie Medien von Neumarkter Lammsbräu ausgezeichnet.

## Werke
- Argentinien mit Uruguay und Paraguay. Von den Igazú-Fällen bis Feuerland. Reiseverlag Därr, Hohenthann 1996, ISBN 3-921497-51-5.
- Uruguay. Reiseführer mit Landeskunde. Mai, Dreieich 1996, ISBN 3-87936-229-7 (Mai’s Weltführer, Nr. 5).
- Ecuador mit Galápagos-Inseln. DuMont Verlag, Köln 1996, ISBN 3-7701-3571-7.
- Chile & die Osterinsel. Reise-Know-How-Verl. Därr, Hohenthann 1998: ISBN 3-440-08482-5.
- mit Petra Pinzler: George W. Bush. Wende in Amerika. Rowohlt, Reinbek 2001, ISBN 3-499-22857-2.
- Die Allendes. Mit brennender Geduld für eine bessere Welt. Campus-Verlag, Frankfurt am Main 2002, ISBN 3-593-36775-0.
- Von einem, der daheim blieb, die Welt zu entdecken. Die Cosmographia des Sebastian Münster oder wie man sich vor 500 Jahren die Welt vorstellte. Campus-Verlag, Frankfurt am Main 2004, ISBN 3-593-37198-7., Neuausgabe: Leinpfad Verlag., Ingelheim 2017, ISBN 978-3-945782-30-9.
- Einmal bis ans Ende der Welt. Legendäre Entdecker und ihre abenteuerlichen Geschichten. Arena, Würzburg 2014, ISBN 978-3-401-06653-0. Als Hörbuch bei audiolino, Hamburg 2017, ISBN 978-3-86737-277-0.
- Das schmutzige Geschäft mit der Antike. Der globale Handel mit illegalen Kulturgütern. Ch.-Links Verlag, Berlin 2015, ISBN 978-3-86153-841-7.
- mit Petra Pinzler: Vier fürs Klima. Wie unsere Familie versucht, CO2-neutral zu leben. Droemer, München 2018, ISBN 978-3-426-27732-4.
- mit Franziska Wessel: You for Future. Arena, Würzburg 2020, ISBN 978-3-401-60539-5.
- Klimakrise. Reclam, Ditzingen 2022, ISBN 978-3-15-020587-7.
- Salvador Allende. Eine chilenische Geschichte, Ch. Links Verlag, Berlin 2023, ISBN 978-3-96289-196-1.
- Mücken. Reclam, Ditzungen 2024, ISBN 978-3-15-020703-1.
- Alfred Wegener. Universalgelehrter, Polarreisender, Entdecker, mare-Verlag, Hamburg 2024, ISBN 978-3-86648-692-8